# Antonio López Habas
Antonio López Habas (* 29. Mai 1957 in Pozoblanco, Provinz Córdoba) ist ein spanischer Fußballtrainer und ehemaliger Fußballspieler. Er trainierte unter anderem die Bolivianische Fußballnationalmannschaft.

## Spielerkarriere
Antonio López Habas startete seine Karriere als Fußballer in seinem Heimatort Pozoblanco. Im Jahre 1977 wechselte er in die Jugend des FC Sevilla, für dessen zweite Mannschaft er ein Jahr lang spielte. Anschließend spielte er zwei Jahre für das A-Team der Andalusier in der ersten Liga, wo er sich allerdings nie durchsetzen konnte. Er ging zum Zweitligisten Real Murcia, mit dem er den Aufstieg in die Primera División schon in seiner Premieren-Saison schaffte. Im ersten Jahr lief es auch gut für Antonio López und Murcia, aber bereits im zweiten Erstliga-Jahr stieg man als Letzter wieder ab. 
Anschließend ging der Defensivspieler zu Vizemeister Atlético Madrid, doch er wurde in der folgenden Saison nur fünfter mit seiner neuen Mannschaft. Schon sehr früh, im Alter von 29 Jahren, musste er seine Karriere beenden. 

## Trainerkarriere

### Die Anfänge
Nach vier Jahren Pause vom Fußball trat Antonio López als Trainer des B-Teams seines letzten Clubs Atlético in Erscheinung. Den Verein aus der Segunda División B verließ er nach einem Jahr wieder. In den folgenden beiden Jahren trainierte er Las Rozas und Aranjuez – zwei weitere unterklassige Teams. 

### Bolivien
Im Jahre 1993 zog es Antonio López nach Bolivien, wo er Co-Trainer der Nationalmannschaft wurde. Nach einem Jahr bekam er die Möglichkeit den bolivianischen Spitzenclub Club Bolívar zu übernehmen. Diesen verließ er aber nach nur einem Jahr wieder, da er mit seiner Mannschaft unter den Erwartungen blieb. Nach einem missglückten einjährigen Gastspiel beim spanischen Zweitligisten UE Lleida zog es ihn wieder in seine Wahlheimat Bolivien. Dort bekam er die Möglichkeit Nationaltrainer zu werden, wagte nach einem Jahr allerdings einen erneuten Anlauf im spanischen Profifußball. Mit Erstligaabsteiger Sporting wurde der Wiederaufstieg allerdings deutlich verfehlt und am Ende war das Team im Mittelfeld wiederzufinden. Es folgte ein zweites Engagement bei Club Bolívar, gekrönt von der Vize-Meisterschaft. 

### Die letzten Jahre
In den letzten Jahren folgten Engagements beim FC Granada und in der Jugendabteilung des FC Valencia. Nach der Entlassung von Claudio Ranieri leitete er bis zum Saisonende als Cheftrainer den amtierenden spanischen Meister. In der Saison 2006/07 ging er zu CD Teneriffa. Doch auch mit den ambitionierten Kanaren erreichte er nur einen Platz im Mittelfeld. In der folgenden Saison rückte er als Trainer wieder ins zweite Glied und wurde Co-Trainer von Juan Ramón López Caro. Mitte der Rückrunde wurde López Caro wegen anhaltender Erfolglosigkeit im Aufstiegskampf entlassen – Antonio López hingegen bekam die Aufgabe die Galicier bis Saisonende als Cheftrainer zu betreuten. Schon nach weniger als zwei Monaten wurde jener Antonio López jedoch auch entlassen, da er mit Celta sogar in den Abstiegskampf rutschte.

## Erfolge
(Als Spieler)
- 1982/83: Aufstieg in die Primera División mit Real Murcia